# Kerli (EP)
Kerli este materialul discografic de debut al cântăreței estoniene Kerli. Fiind promovat sub egida unei case de discuri locale, numită Stolen Transmission, discul conține două piese originale: „Walking on Air” și „Love Is Dead”, respectiv o preluare după șlagărul formației britanice Bauhaus „She's in Parties”. Reacțiile criticilor de specialitate au fost pozitive, unii jurnaliști comparând muzica artistei cu cea a cântăreței islandeze Björk, încurajând-o în acest fel pe Kerli să lanseze primul său album de studio un an mai târziu.

## Conținut
1. „Love Is Dead” — 4:39
2. „Walking on Air” — 4:29
3. „She's in Parties” — 5:22